# Núi tuyết Mai Lý
Núi tuyết Mai Lý (梅里雪山 - Mai Lý tuyết sơn / Meili Xue Shan) là một dãy núi ở Khu tự trị dân tộc Tạng Địch Khánh, tỉnh Vân Nam, Trung Quốc. Đỉnh núi cao nhất trên dãy núi này là đỉnh Kawagebo (tiếng Trung Quốc 卡瓦格博, tiếng Tạng: Khawakarpo; phiên âm Tây Tạng: kha ba dkar po, hoặc Moirigkawagarbo, Khawa Karpo, Kha-Kar-Po), cao 6.740 mét, hiện vẫn chưa có ai leo tới đỉnh.
Núi tuyết Mai Lý là điểm hành hương của cư dân địa phương và là điểm leo núi hấp dẫn. Kawagebo là ngọn núi cao nhất ở Vân Nam. Ngọn núi này nằm ở huyên lỵ Đức Khâm trên biên giới với Tây Tạng, và gần biên giới với Myanmar, gần quốc lộ 214 thuộc Châu tự trị dân tộc Tạng Địch Khánh.

## Địa lý
Kawagebo là điểm cao của Mai Lý Sơn (梅里 雪山 hoặc Meili Snow Mountain), một đoạn nhỏ của Hoành Đoạn Sơn, khu phức hợp lớn theo hướng Bắc-Nam của dãy núi bao gồm các khu vực nơi Tây Tạng, Vân Nam, Tứ Xuyên, và Myanmar hội tụ. Núi tuyết Mai Lý bị chia cắt bởi hai con sông lớn là Nộ Giang (Nujiang) và Mekong (tên là Lan Thương trên tỉnh Vân Nam)
Núi tuyết Mai Lý có hơn 20 đỉnh núi với tuyết bao phủ vĩnh cửu, bao gồm sáu đỉnh cao trên 6.000 m (19.700 ft). Phần cao nhất của dãy là ở phía Bắc, mặc dù Kawagebo là nằm ở trung tâm. Núi tuyết chịu ảnh hưởng bởi gió mùa, dẫn đến các kiện đặc biệt là tuyết không ổn định.
Kawagebo là một trong những ngọn núi thiêng nhất của Phật giáo Tây Tạng như là ngôi nhà của các vị thần của Phật giáo ở Tây Tạng trú ngụ. Nó được 20.000 khách hành hương mỗi năm thăm viếng.

## Thảm họa leo núi
Núi tuyết Mai Lý là ước mơ của các nhà leo núi mạo hiểm vì với họ, núi Tuyết Mai Lý chưa ai chinh phục được nó. Các cuộc thám hiêm đầu tiên diễn ra vào năm 1987, 1990, 1991, 1996, nhưng không thành công.
Năm 1991, thảm họa tuyết lở đã vùi lấp 17 thành viên của đoàn thám hiểm đại học Kyoto Nhật Bản và là tai nạn leo núi có số người tử nạn cao nhất.
Các cuộc thám hiểm của người Mỹ, dẫn đầu bởi Nicholas diễn ra năm 1988, 1989, 1992, và năm 1993, cố gắng chinh phục các đỉnh núi trong Mai Lý, nhưng không thành công.
Năm 2001, chính quyền địa phương thông qua luật cấm tất cả leo núi tuyết Mai Lý vì tôn giáo và tín ngưỡng của người Tạng không cho phép người leo núi mạo phạm thần thánh của họ và nó quá nguy hiểm cho người leo núi.
Đến năm 2003, vẫn chưa có ai chinh phục được núi tuyết Mai Lý.

## Hình ảnh

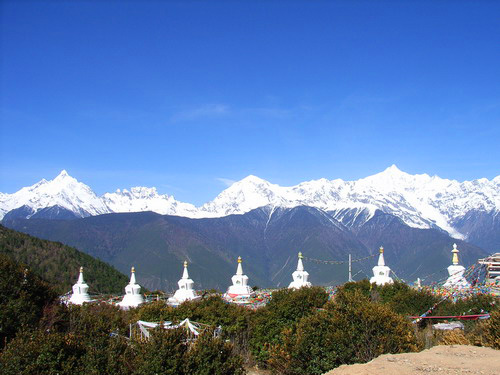
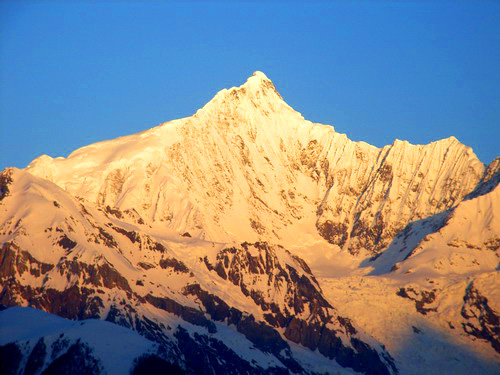
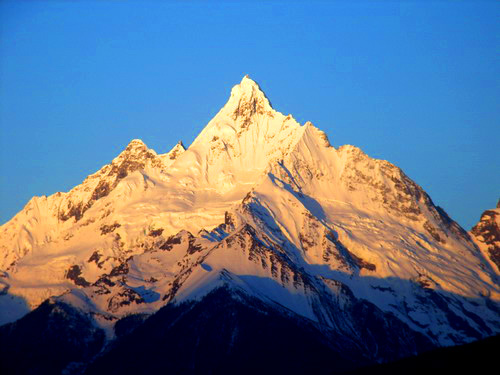